# Мухаджири (Османска империя)
Мухаджирите (на турски: muhacir), или още маджърлари (macırlar), в Османската империя са заселвани от властта в стратегически райони с цел промяна на неблагоприятния за турския и мюсюлманския елемент етно-религиозен състав на местното население.
- След Руско-турската война от 1877-1878 г. в Одринска Тракия са образувани десетки села от турски бежанци, често на мястото на българско население, изселило се в освободена България.[1]

- След анексията на Босна и Херцеговина от Австро-Унгария през 1908 г. голям брой мюсюлмани от тези 2 области емигрират в Османската империя и по-точно в Косово, Метохия и Македония. За да осигури препитанието им, Османското правителство откупува чифлишки земи и ги настанява в тях, често за сметка на местното християнско население, което си изкарва прехраната с работа в чифлиците.[2]